# Grzegorz Sajdak
Grzegorz Sajdak (ur. 6 maja 1953 w Nowym Sączu) – polski działacz opozycyjny, w latach 1974–1984 pracował jako ślusarz w Sądeckich Zakładach Elektro-Węglowych (SZEW) w Biegonicach.

## Życiorys
Od września 1980 współorganizował NSZZ „Solidarność” w SZEW – pełnił funkcję wiceprzewodniczącego Komitetu Założycielskiego. Tworzył w Nowym Sączu struktury międzyzakładowe, od października 1980 był wiceprzewodniczącym Komitetu Koordynacyjnego NSZZ „Solidarność” (później pod nazwą Komisja Koordynacyjna) w Nowym Sączu. 9–11 stycznia 1981 uczestniczył w strajku w Ratuszu. Jako delegat brał udział 10–12 lipca 1981 w I Walnym Zebraniu Delegatów Regionu Małopolska, wszedł w skład Zarządu Regionu (ZR). Od 1 sierpnia 1981 pełnił obowiązki kierownika Delegatury ZR Małopolska w Nowym Sączu. 11 sierpnia wszedł w skład zespołu powołanego przez ZR Małopolska do prowadzenia rozmów z ministrem handlu wewnętrznego i usług Zygmuntem Łakomcem w sprawie zaopatrzenia w żywność. Po wprowadzeniu w Polsce stanu wojennego internowano go od 13 grudnia 1981. Od marca 1983 do marca 1984 (kiedy został aresztowany) był szefem Międzyzakładowego Komitetu Solidarności Nowy Sącz, uczestniczył w konspiracyjnych spotkaniach w Krakowie. W 1989 wszedł w skład Komitetu Obywatelskiego.

## Nagrody i wyróżnienia
W 2012 został odznaczony Krzyżem Wolności i Solidarności.